# Stovpeahî, Pereiaslav-Hmelnițki
Stovpeahî (în ucraineană Стовп`яги) este localitatea de reședință a comunei Stovpeahî din raionul Pereiaslav-Hmelnițki, regiunea Kiev, Ucraina. În secolul al XIX-lea, satul făcea parte din volostul Demeanți, uezdul Pereiaslav.

## Demografie
Componența lingvistică a localității Stovpeahî
     Ucraineană (96,05%)
     Rusă (3,42%)
     Alte limbi (0,53%)
Conform recensământului din 2001, majoritatea populației localității Stovpeahî era vorbitoare de ucraineană (96,05%), existând în minoritate și vorbitori de rusă (3,42%).